# A Game for Two (film 1910)
A Game for Two è un cortometraggio muto del 1910 diretto da Harry Solter.

## Produzione
Il film fu prodotto dall'Independent Moving Pictures Co. of America (IMP)

## Distribuzione
Il film - un cortometraggio in due bobine - uscì nelle sale statunitensi il 30 giugno 1910, distribuito dalla Motion Picture Distributors and Sales Company.